# ICOOP생협
아이쿱생협(iCOOP생협)은 소비자 조합원과 생산자가 함께 운영하는 사업체를 기반으로 윤리적 소비와 생산을 실천하는 협동조합이다. 조합원의 참여와 협동을 통해 생활 속의 요구와 문제에 대한 대안을 운동과 사업으로 만들어가며, 조합원이 직접 상품을 선정하고, 투명한 정보 공개, 합리적인 관리시스템으로 한국 사회의 식품 기준을 높여간다. 아이쿱생협은 생협의 모든 구성원들이 함께 행복한 삶을 위해 '나와 이웃과 지구를 살리는' 윤리적 소비를 실천한다.
아이쿱생협은 20년 전 6개의 작은 지역생협이 주춧돌을 놓아 설립되었으며, 크게 아이쿱생협사업연합회(회장: 배사장), 아이쿱소비자활동연합회(회장: 배사장) 외 50여개의 자회사가 있다. 2016년 12월 기준, 전국 90개 조합생협(준조합 포함)과 200개 이상의 자연드림 매장, 28만 명이 넘는 조합원이 가입되어 있다. 직원 수는 3,600여명 이상, 매출액은 5,500억원 이상으로 사업액 기준으로 대한민국 소비자생활협동조합 중 가장 큰 규모이다.

## 사업
아이쿱(iCOOP)생협은 창립 이후부터 지금까지 조합원들의 경제적, 문화적, 사회적 필요와 충족을 위해 외부의 지원에 의존하지 않고 조합원의 힘을 바탕으로 다양한 사업을 수행해 왔다.
- 책임출자금 제도: 아이쿱생협의 조합원이 되기 위해서는 소속 지역생협에 출자를 해야 한다. 출자금은 소비재생활협동조합의 자본금으로, 이는 지역조합의 활동, 생산지 계약, 물류의 안전성 확보 자금으로 이용된다. 기초 출자금은 조합원으로 가입 시 반드시 납입해야 한다. 또한, 물품 구입시 온라인에서는 공급 시 1,000원, 매장에서는 20,000원 미만 구매시 500원 출자, 20,000원 이상 구매시 1,000원이 출자되며, 가입시 납입한 기초출자금과 누적된 이용출자금은 탈퇴시에 반환받을 수 있다.
- 조합비 제도: 아이쿱생협 소속 지역생협에서는 조합원들에 의해 운영되는 자치조직으로 생협운동을 실현하기 위해 1997년부터 조합비제도를 실행하고 있다. 조합비제도는 각 해당조합에서 발생하는 경비를 조합원들이 부담하는 방식으로, 조합의 사정이나 상황에 맞게 다르게 책정될 수 있다.
- 수매선수금 운동: 2011년 5월 조합원 운동의 일환으로 시작한 수매선수금은 조합원이 사용할 물품대금을 미리 납부해 생산을 지원하는 자금이다. 지난 2016년 조합원 6만 8천 여 명(전체 조합원 대비 32%)가 수매선수금운동에 참여하였으며, 그 금액은 139억원에 이른다. 수매선수금은 생산자의 안정적인 생산을 도우며, 신용카드 사용 비율을 낮추어 카드 수수료를 줄이는 경제적인 제도이다. 뿐만 아니라 이는 조합원 참여로 만드는 협동조합 경영 방식이자 윤리적 소비운동을 대표하는 사례기도 하다.
- 매장협동기금: 아이쿱생협은 건강한 먹거리를 판매하는 자연드림 매장을 우리 마을에도 만들기 위해 매장협동기금을 조성한다. 매장협동기금은 조합원 누구나 더 좋은 먹거리를 접할 수 있도록 신규 매장 개설에 필요한 자금 지원과 미래에 발생할 수 있는 경영위험으로부터 기존 매장의 안정을 돕기 위한 기금이다.
- 가격안정기금: 아이쿱생협은 경기불황이 장기화되고 있는 상황에서 조합원의 생활을 지키고 불안정한 농가소득의 안정화를 위해 가격안정기금을 조성해 운용하고 있다. 2016년에는 주로 과일과 채소 품목의 가격 안정을 위해 기금을 투입했으며, 계란파동으로 유정란의 시중가격 상승에도 불구하고 큰 가격 변동 없이 물가안정과 생산자 소득 보전에 힘썼다.

## 활동
아이쿱(iCOOP)생협은 조합원의 동의와 지지를 바탕으로 다양한 사회문제에 관여하면서 조합원의 자발적이고 창의적인 실천을 통해 다양한 활동을 펼치고 있다.
- 아이쿱씨앗재단: 아이쿱생협은 심화되는 양극화와 불평등으로 인해 고통받고 소외된 이웃들을 함께 돌보고 윤리적 소비 운동과 사회적 경제의 활성화를 지원하기 위해 조합원, 생산자, 직원, 그룹 내 협동조합기업이 기부자로 참여하는 아이쿱씨앗재단을 2010년 설립해 운영해 오고 있다. 씨앗재단을 통해 연간 8~9억 원 규모의 기부금이 조성되어 따뜻한 손길이 필요한 분들을 지속적으로 지원한다.
- 우리농업지킴이상조회: 아이쿱생협 조합원들이 매월 납부하는 상조회비(조합비 중 1,000원)와 생산자들이 납부하는 상조회비(생산안정기금-생산액의 0.3%)로 운영되는 아이쿱생협 내 자치조직을 운영하고 있다. 조합원 25만명의 상호부조뿐만 아니라 90개 지역생협의 조합활동, 자체사업, 생산자들의 생산활동 지원을 담당해 아이쿱생협이 꿈구는 행복한 미래, 더 나은 세상을 만드는데 기여하고 있다.
- 우리밀 살리기 운동: 아이쿱생협은 우리밀 소비확산과 우리밀 확대를 위해 우리밀 살리기 운동을 꾸준히 실천하고 있다. 2016년 아이쿱생협은 국내 최초로 우리밀에서 글루텐을 추출하는데 성공하여 우리밀로 만든 스파게티면, 베이커리 등 다양한 가공식품을 선보이고 있다. 아이쿱생협이 소비한 우리밀은 4,750톤으로 이는 14,250톤의 이산화탄소를 감소시키고 11,875톤의 산소를 배출했다. 우리밀 생산, 소비뿐만 아니라 친환경 농업을 기반으로 하는 아이쿱생협은 조합원의 안전한 식품 공급을 위해 출발했지만 생산과 소비 과정에서 농업과 환경을 지속가능하게 만드는데 기여한다. 또한 2016년 전국 44개 조합이 57회에 걸쳐 우리밀 국수데이 행사를 진행해 우리밀 소비촉진에서 나아가 지역의 이웃과 나눔을 실천하는 조합원의 활동모델로 정착했다. 조합원이 즐겨 이용하는 자연드림 베이커리는 우리밀 소비를 촉진함으로써 한국의 밀 생산자의 안정적인 생산기반이 되는 동시에 식량자급에도 기여한다.
- 공정무역 활동: 나와 이웃과 지구를 살리는 '윤리적 소비'를 실천하는 아이쿱생협은 공정무역을 통해 필리핀, 인도네시아, 시리아, 콜롬비아, 남아프리카공화국 등 제 3세계 생산자들의 자립과 행복을 응원하고 있다. 공정한 가격 지불을 시작으로 생산자의 사회경제적 자립과 지속가능한 발전을 위해 연대하고 있다. 2016년 공정무역분야 사업 규모는 약 80억 원으로, 전 세계 12개국 18개 산지와 거래를 지속하고 있다.
- 사회적 경제 활동: 아이쿱생협은 먼저 자리를 잡은 협동조합, 사회적 경제 조직으로서 사회적 경제 생태계의 구축과 새로운 협동조합, 사회적 경제 조직의 성장과 발전을 지원에 힘쓰고 있다. 2013년 설립한 아이쿱협동조합지원센터를 통해 신규 협동조합에 대한 상담, 교육, 인큐베이팅 지원사업을 실행함으로써 신생 협동조합의 자립과 성장을 돕는다. 또한 서울시 사회투자기금과 연계한 경영자금 융자사업을 통해 신생 협동조합 경영자금의 조달을 지원한다. 인재양성을 위해 성공회대학교 협동조합경영학과 대학원 과정, 한신대 사회혁신경영대학원을 개설해 장학금을 지원하며, 사회적 경제 영역의 내실화를 위해 아이쿱협동조합연구소를 신설해 조사연구사업을 활발히 벌인다.

## The Only 자연드림
자연드림은 아이쿱(iCOOP)생협의 프리미엄 물품 브랜드이자 베이커리, 외식, 매장사업을 아우르는 브랜드이다. 아이쿱생협은 '지역사회 식품안전생활시스템'을 만드는 목적으로 2007년부터 매장사업을 시작했으며, 2016년 12월을 기준으로 전국에 193개 자연드림 매장이 운영 중이다.
- 자연드림의 물품취급 원칙: 아이쿱생협은 모든 상품을 내 가족이 먹는 음식을 고르는 어머니의 마음과 눈으로 상품을 만든다. 조합원으로 구성된 아이쿱소비자활동연합회 물품활동팀을 통해 상품의 취급기준이 결정되며, 전국 지역 조합원들이 상품을 심의하고 선정한다.
- 아이쿱인증시스템: 아이쿱생협의 상품이 갖고 있는 차별화된 관리시스템과 인증체계를 통해 상품의 안전성, 순환성, 생물다양성(동물복지), 신뢰성, 지속가능성까지 관리하는 아이쿱생협만의 시스템이다. 시스템을 통해 농업과 환경을 살리고 생산자와 소비자가 연대하고 노동의 가치를 높이는 사회를 만드는 것이 아이쿱생협이 추구하는 윤리적 소비, 윤리적 생산의 지향이다. 2016년 12월 기준으로 675개의 농가가 아이쿱인증을 받았다.
- 자연드림 매장: 자연드림은 아이쿱생협의 매장 및 물품브랜드로 조합원이 직접 출자를 해 운영되는 친환경식품매장이다. 지난 2006년 4월 자연드림 베이커리 일산점이 오픈한 이후, 2016년을 기준으로 전국에 193개의 자연드림 매장이 운영되고 있다. 자연드림 매장에서는 친환경 농산물, 가공식품, 우리밀 베이커리, 무항생제 정육, 공정무역 상품 등 다양한 상품군을 판매하고 있으며, 공정무역 커피를 판매하는 카페도 운영한다. 자연드림 매장은 타 프랜차이즈와 출발부터 다르다. 프랜차이즈의 경우 매출 창출을 위해 가맹점을 늘려간다면 자연드림 매장은 소비자들의 요구가 모아져 십시일반 모은 출자금을 바탕으로 지역 매장을 오픈한다. 또한 조합원들이 주축이 되어 매장을 운영하고 매장에 판매되는 상품의 취급결정도 하기 때문에 일반 친환경 매장과 차별화 된다. 덧붙여 조합원이 주인인 매장이기에 소비자들의 신뢰가 높다.

## 대표 상품군
- 안전하고 신선한 친환경 농산물: 채소, 주곡류는 무농약 인증 이상을, 과일류는 아이쿱 자체 인증을 통해 해당 기준에 맞는 상품을 취급한다.
- 식품안전의 대안인 다양한 가공식품: 친환경 농산물 소비촉진과 조합원의 필요에 의해 가공식품을 개발하며, 합성착향료, 합성착색료, 발색제, 보존료, 표백제, 살균제 사용을 금지한다. 또한, 환경오염을 줄이는 포장재를 지향하며, 가열 용기는 환경호르몬 검사를 통해 안전성을 확인 및 관리한다.
- 우리밀로 만든 베이커리: 자연드림 베이커리의 빵은 우리밀, 유정란으로 만들며 식빵, 바게뜨, 롤케이크 등 종류가 다양하다.
- 지구 반대편의 희망이 되는 공정무역 상품: 커피, 카카오, 머스코바도 등 지구 반대편 제 3세계 생산자에게 공정한 가격을 지불하고 생산자의 사회 경제적 자립과 지속 가능한 발전을 추구한다.
- 축사 환경, 음수, 사료까지 관리하는 무항생제 정육: 합성향균제, 성장촉진제, 호르몬제, 항생제 무첨가 사료를 먹고 자란 무항생제 축산물만 취급한다. 충분한 자연 환기와 햇빛이 제공되는 방사식 사육장에서 길러지며, HACCP인증을 받은 가공업체에서 도축 및 가공한다.

## 친환경유기식품클러스터
아이쿱(iCOOP)생협의 차별성은 국내 최초의 친환경유기식품클러스터인 구례자연드림파크와 괴산자연드림파크에서 조합원만을 위한 프리미엄 물품을 만들어 낸다는 것이다. 원재료 관리에서부터 제조, 유통되는 모든 과정을 아이쿱생협이 자체 관리할 수 있기 때문에 더욱 안전한 먹거리를 만들어 낸다. 또한, 아이쿱생협 내에서 자체 연구, 생산함으로써 우리만의 높은 사양의 프리미엄 물품을 생산해 내고 있다.
- 구례자연드림파크: 국내 최초의 친환경유기식품클러스터로 총 14만 9336m2(약 4만 5천평) 규모로 식품공방, 물류센터, 영화관, 북카페, 게스트하우스 등이 한 곳에 모인 복합문화단지다. 우리밀 베이커리, 라면, 김치, 만두, 막걸리 등 360여개 이상의 자연드림 상품을 만들고 있으며, 2016년 기준 매출규모는 757억원이며, 고용 직원 수 511명에 달한다.
- 괴산자연드림파크: 충북 괴산에 위치한 대규모 농공단지로 엄격한 검사를 거친 농산물을 재가공함으로써 친환경유기식품의 유통망을 확대하고 이에 따른 고부가가치를 창출한다. 조합원에게는 안전한 식품을 전하고 생산자에게는 친환경농업을 지속할 수 있도록 안정적인 판로를 제공해 우리 농업과 생산자, 소비자의 상생을 도모한다. 괴산자연드림파크 2단지에는 음료 공방과 도정공방, 압착유공방, 장공방 등 총 6개의 제조 공방과 상온•냉장•냉동창고를 갖춘 물류센터가 있으며, 다양한 견학과 체험을 할 수 있다.

## 연혁
- 1997년 8월: 경인지역 생협연대 준비위원회 발족
- 1997년 11월: 생협신문 창간
- 1998년 3월: 창립총회 개최 부평(인천), 부천, 볕내(강서, 양천), 수원, 안산, 한밭생협-6개 생협
- 1998년 10월: 주문접수-공급 시스템 통일(부천생협, 부평생협(現 인천생협))
- 1999년 10월: 수도권 6개 회원생협 업무시스템 통일
- 2000년 1월: 소비자생협과 생산자단체의 연합조직으로 정책전환
- 2000년 6월: 21세기생협연대 사단법인(농림부) 인가 취득
- 2000년 12월: 수도권 물류센터 화재발생(임시 이사회 개최; 조합원, 생산자의 차입을 통한 복구 결정)
- 2001년 3월: 화재복구 차입운동으로 건물복구 입주식(250명 참석)
- 2001년 5월: 물품대금 및 조합비 CMS(자동이체서비스) 결제 시스템 도입
- 2001년 6월: 임시총회 개최; (사)21세기생협연대에서 (사)한국생협연대로 명칭 변경, 우리농업지킴이상조회 창립
- 2002년 1월: 우리밀 수매자금 출자 운동
- 2002년 2월: 호남물류센터(전남 담양), 영남물류센터(울산 언양), 제주물류센터 개소식
- 2002년 11월: 한국생협연합회 창립(11/16), 제1회 생협축제 개최(이후 매년 개최)
- 2003년 5월: 제1회 순천우리밀축제 개최(이후 매년 우리밀 축제 개최)
- 2003년 7월: 광주광역시 교육청과 시범 학교 친환경급식 사업 실시
- 2004년 3월: 중부물류센터 개소식(충남 금산 중부물류센터-내•외빈 1천명 참석)
- 2004년 6월: 북한 룡천 주민 돕기 성금모금 전달
- 2004년 9월: 우리농업㈜ 설립(現 ㈜ 아이쿱농산)
- 2005년 5월: 친환경유기식품유통인증협회 창립
- 2005년 8월: 수도권 물류센터 이전(군포 한국복합터미널)
- 2005년 10월: ‘우리쌀 지키기, 우리밀 살리기 소비자1만인대회’ 개최
- 2006년 5월: 수입쌀 반대 우리쌀 살리기 대국민 캠페인 개최, iCOOP생활협동조합연구소 개소식
- 2006년 6월: 제1회 한일 논생물조사교류 (이후 매년 진행)
- 2006년 8월: 북한 수재민 돕기 라면 선적식(인천항)
- 2006년 12월: 농림부•환경부 공동주최 제3회 친환경농업대상 유통부문 최우수상 수상
- 2007년 4월: 전남물류센터 개소식(전남 순천)
- 2007년 6월: 미국산 광우병 위험 소고기 소비자 감시단 발족(서울 여성프라자), 제 1차 식품안전지도사 과정 교육

실시(대전역사)
- 2007년 10월: (사)한국생협연대(현 iCOOP생협사업연합회) 10주년 기념식 및 심포지엄 개최(한국마사회)
- 2007년 12월: 한국생협연대-충북도-괴산군 친환경식품클러스터 MOU체결, iCOOP생협 생산자회 창립
- 2008년 1월: 한국생협연합회에서 iCOOP생협연합회로 명칭 변경, (사)한국생협연대에서 iCOOP생협연대로 명칭 변경
- 2008년 2월: ㈜한국친환경유기인증센터 친환경농산물 민간인증기관(40호)으로 지정
- 2008년 3월: iCOOP생협 10년사 ‘협동, 생활의 윤리’ 출판, 자연드림 송파점 오픈(직영 1호점)
- 2008년 4월: ㈜iCOOP친환경식품클러스터 설립
- 2008년 6월: ㈜순천우리밀제과 설립
- 2008년 7월: 유통인증시스템 특허취득(친환경농축산물 혼입방지관리방법)
- 2008년 8월: iCOOP친환경유기식품클러스터 추진위원회 출범
- 2008년 9월: 서울대 수의과대학과 ‘광우병 전수검사’ 실시 협약
- 2008년 10월: iCOOP생협연대-불정농협 제사업 추진에 관한 양해각서 체결
- 2008년 12월: iCOOP생협, 국제협동조합연맹(ICA) 정식 회원 가입, ㈜자연드림에서 ㈜생협S&D로 명칭 변경(現 ㈜쿱

스토어)
- 2009년 3월: iCOOP생협 생산자회 사단법인 인가 취득(농림부)
- 2009년 4월: ㈜생협푸드시스템 설립 (現 ㈜쿱푸드시스템)
- 2009년 6월: ㈜생협도우 설립 (現 ㈜쿱도우)
- 2009년 7월: ㈜한국유기농산물도매시장에서 생협농산으로 명칭 변경
- 2009년 10월: iCOOP생협 7만 조합원 특별 증자 운동 실시
- 2009년 11월: iCOOP생협-성공회대 양해각서(MOU) 체결(협동조합경영학과 대학원 신설), 정대협 강덕경상 수상
- 2010년 1월: ‘친환경유기식품클러스터’ 180만평 주요부지 소유권 이전완료
- 2010년 3월: iCOOP생협연대, 강화 우리마을 감사패 수상
- 2010년 4월: 경남물류센터(친환경농산물 전문물류센터) 개소
- 2010년 11월: ㈜한국친환경유기인증센터, ‘유기가공 인증기관’ 지정(농림수산식품부)
- 2010년 12월: (재)iCOOP행복나눔재단(現 iCOOP씨앗재단) 설립 승인
- 2011년 2월: 괴산 유기식품사업단지 최종심의 승인
- 2011년 5월: 클러스터 지역전략식품산업육성사업 신규사업단 선정, 괴산 유기식품산업단지 기공식
- 2011년 6월: iCOOP생협 남원센터, 복합문화공간 ‘나:비(飛)’ 오픈(자연드림 100호점 오픈-남원생협 도통점)
- 2011년 9월: iCOOP생협연대 ‘iCOOP생협사업연합회’로 명칭 변경, iCOOP식품검사센터 공인 검정기관 승인
- 2011년 10월: (재)iCOOP씨앗재단, ‘지정기부금단체’ 지정, ‘구례자연드림파크’ 기공식
- 2011년 11월: ㈜한국친환경유기인증센터 ‘2011년 우수인증기관’ 선정
- 2011년 12월: 필리핀 파나이 지역 ‘AFTC’ 공정무역 머스코바도 공장 준공식, iCOOP생협연대 생협법상 사업연합회

설립인가 취득(공정거래위원회 5호)
- 2012년 1월: 쿱스토어 고용창출 100대 우수기업 선정
- 2012년 5월: 수매선수금운동 시작
- 2012년 6월: ㈜iCOOP라면 공방 준공
- 2012년 10월: 구례자연드림파크 물류센터 준공
- 2012년 11월: iCOOP금고 창립총회
- 2012년 12월: iCOOP생협 상주센터 개관식
- 2013년 1월: iCOOP생협 독자인증 선포식
- 2013년 3월: 쿱스토어 광주전남 창립
- 2013년 4월: iCOOP협동조합지원센터 사회적협동조합 설립인가 취득
- 2013년 9월: iCOOP대전센터 통(通) 오픈, 쿱스토어 울산 창립
- 2013년 11월: iCOOP생협 1% 기념식 및 전국쿱쇼
- 2014년 2월: iCOOP생협 제주물류센터 준공
- 2014년 4월: 구례자연드림파크 그랜드 오픈
- 2014년 7월: ‘세상을 바꾸는 마개2g’ (사)국경없는과학기술자회와 협약식
- 2014년 11월: GSEF 구례국제포럼, 괴산자연드림파크 2단지 음료•도정공방 준공
- 2014년 12월: iCOOP생협 홍성센터 개관식
- 2015년 2월: ICA 지속가능성자문그룹 회의참석(미국 위스콘신)
- 2015년 4월: 아이쿱생협 GO&DO, 캄보디아 생협조직을 위한 MOU체결, 칼폴라니사회경제연구소(KPIA)설립 기념 공동 포럼, 구례자연드림파크 1주년 기념 축제
- 2015년 5월: 아이쿱(iCOOP)생협 국내 최초 우리밀 글루텐 개발 성공
- 2015년 6월: 캄보디아 'The Only Natural Dream'매장 오픈, 아이쿱생협-한양대학교 사회적경제 전문인력 양성 MOU체결, 필리핀AFTC 커뮤니티 센터 준공식
- 2015년 8월: 아이쿱-괴산세계유기농산업엑스포조직위 엑스포 성공 개최 협약 체결, 2015 구례 자연드림 락 페스티벌 개최
- 2015년 9월: 괴산세계유기농산업엑스포 개최
- 2015년 10월: 2015 국제농업박람회 참가, 『아낌없이 표시하자』예외없는 식품완전표시제 캠페인 개최
- 2015년 11월: ICA 정기총회 및 컨퍼런스 참석
- 2015년 12월: 기획재정부 장관표창 수상
- 2016년 1월: 구례자연드림파크 2주년 기념 축제
- 2016년 5월: 아이쿱협동조합연구소 10주년 기념 심포지엄
- 2016년 8월: <아이쿱사람들> 북콘서트, 2016 구례자연드림 락페스티벌
- 2016년 9월: ICA(국제협동조합연맹) 아시아태평양지부 여성워크숍(구례자연드림파크)
- 2016년 10월: 아낌없이 표시하자 2016 축제 'Non-GMO 페스티벌'

## 같이 보기
- 생활협동조합
- 구례자연드림파크
- 공정무역
- ICOOP생협연대